# تعلیق مستقل

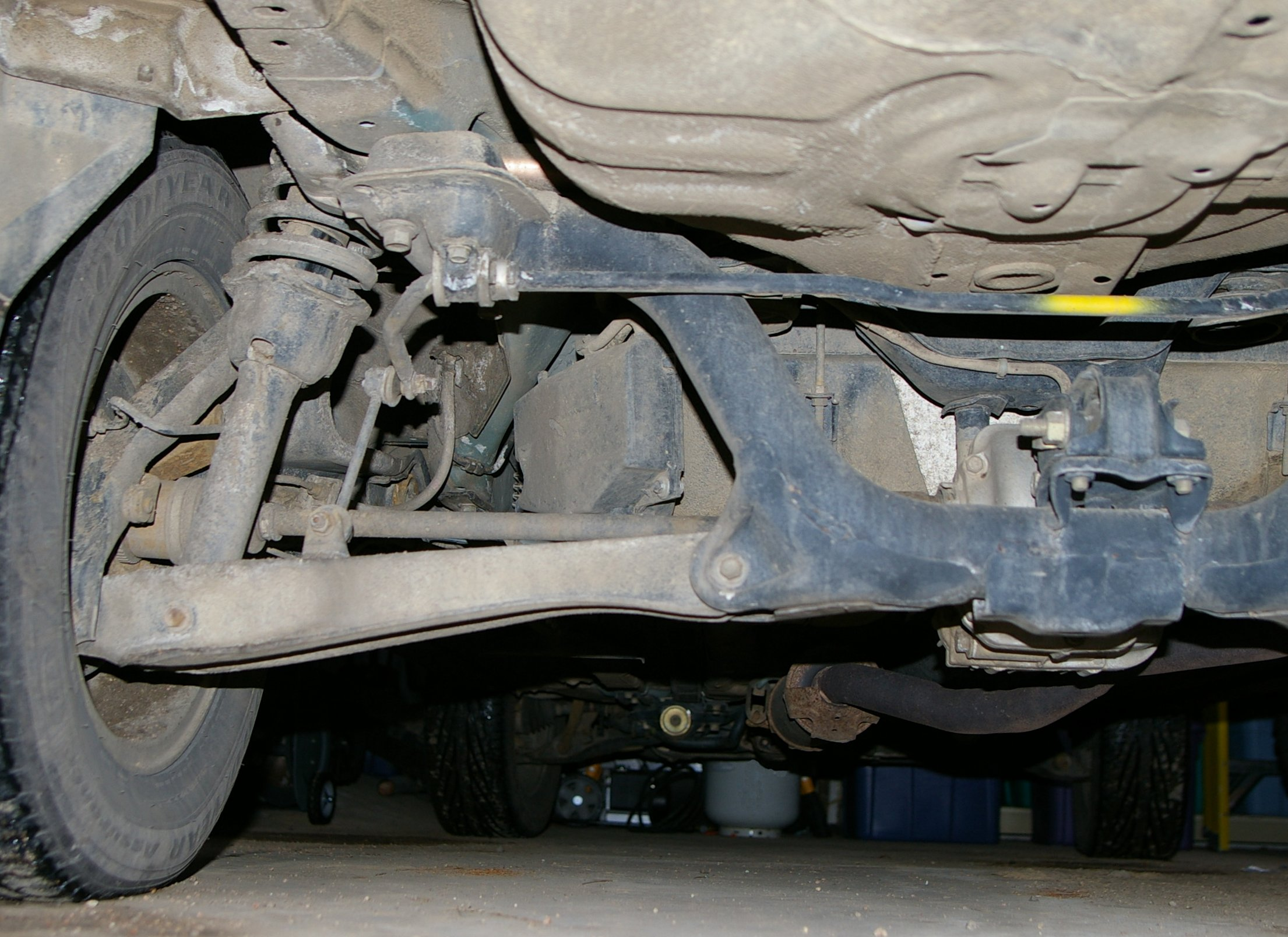
یک سیستم تعلیق مستقل عقب، از نوع چند پیوندی در یک خودرو AWD. میل موج گیر عقب که با رنگ زرد روی آن مشخص شده است.

سامانهٔ تعلیق مستقل (به انگلیسی: Independent suspension) گونه‌ای از سامانه تعلیق است که هر چرخ روی یک محور، جداگانه و مستقل به صورت عمودی حرکت می کند و ارتعاشات از یک چرخ به چرخ دیگر منتقل نمی‌شود. این دقیقا برعکس سیستم تعلیق یکپارچه است که در آن چرخ ها به هم متصل هستند و حرکت یک چرخ بر چرخ طرف دیگر نیز تأثیر می گذارد. معمولاً طرف چپ و راست این سیستم تعلیق با میل موج گیر یا مکانیسم های دیگر از این قبیل به هم متصل می شود. این میله در دو سر خود دارای بوش است و چرخ های مقابل را به یکدیگر متصل می کند. اما هر کدام از چرخ ها به صورت مستقل می توانند حرکت کنند و حرکت خودرو در مسیرهای ناهموار را به یک حرکت نرم تبدیل می‌کند و  از سرنگونی خودرو جلوگیری می کند. به سیستم های تعلیق مستقل که در جلو خودرو قرار دارند (IFS) و به سیستم های تعلیق مستقل که در قسمت عقب خودرو قرار دارند (IRS) می گویند. و در سیستم تعلیق کاملا مستقل، تمام چرخ ها دارای سیستم تعلیق مستقل می باشند. در سیستم‌های مستقل قدیمی تر از اکسل‌های چرخشی (swing axles) استفاده می‌کردند، اما در سیستم‌های امروزی از تعلیق چاپمن، مک فرسون، سیستم تعلیق بازویی (معمولا در هواپیما ها)، سیستم مولتی‌لینک و یا تعلیق دوجناقی استفاده می‌کنند.
سیستم تعلیق مستقل معمولاً کیفیت سواری و هندلینگ بهتری را ارائه می‌کند، زیرا وزن کمتری روی هر چرخ وارد می شود و این امکان را می دهد که ضربه ی وارد شده به هر چرخ را به چرخ دیگر منتقل نکند.